# Ганновер (провинция)
Ганно́вер (нем. Provinz Hannover) — провинция Пруссии (с 1871 года — часть единой Германии). Была создана после аннексии королевством Пруссия территории королевства Ганновер в ходе австро-прусской войны в 1866 году и существовала до 1946 года. Столица — город Ганновер. Сегодня основная часть этой территории является частью ФРГ и входит в землю Нижняя Саксония.

## История

### Образование провинции
В войне между Пруссией и Австрией король Ганновера Георг V в начале держался строгого нейтралитета, но по настоянию своего сводного брата, австрийского генерала принца Сольмс-Браунфельса, склонился на сторону Австрии. Предложение Пруссии о разоружении было отвергнуто, в результате чего Пруссия объявила Ганноверу войну. После начальных военных успехов, например в битве под Лангензальца, Ганновер, выступая на стороне Австрии, потерпел поражение в австро-прусской войне и капитулировал 28 июня 1866 года. Правящая династия Вельфов была свергнута с трона.
Законом от 20 сентября 1866 года Ганновер был аннексирован Пруссией. В следующем году на Ганновер было распространено действие прусской конституции.

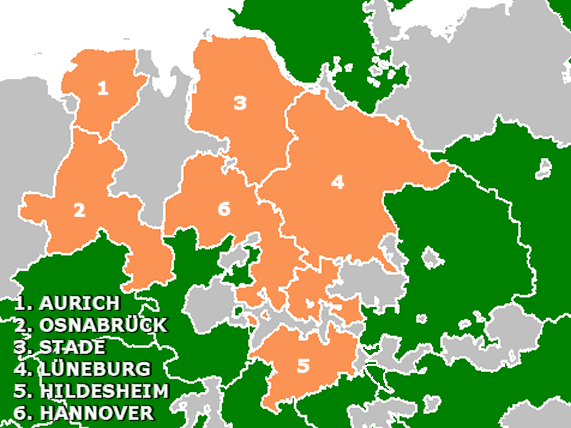
Округа провинции Ганновер, 1878

После аннексии Ганновера Пруссией первоначально в новой провинции было сохранено традиционное административное деление на дротсы. С 1 апреля 1885 года было введено принятое для остальных прусских провинций деление на административные округа. При этом было организовано шесть округов:
- Административный округ Аурих[нем.], центр — Аурих
- Административный округ Оснабрюк[нем.], центр — Оснабрюк
- Административный округ Штаде[нем.], центр — Штаде
- Административный округ Люнебург[нем.], центр — Люнебург
- Административный округ Хильдесхайм[нем.], центр — Хильдесхайм
- Административный округ Ганновер[нем.], центр — Ганновер

### Веймарская республика
В октябре 1932 года был произведён обмен эксклавами между несколькими прусскими провинциями. Среди прочего, район Шаумбург был переведён из округа Кассель провинции Гессен-Нассау в состав округа Ганновер провинции Ганновер.

### Нацистская Германия

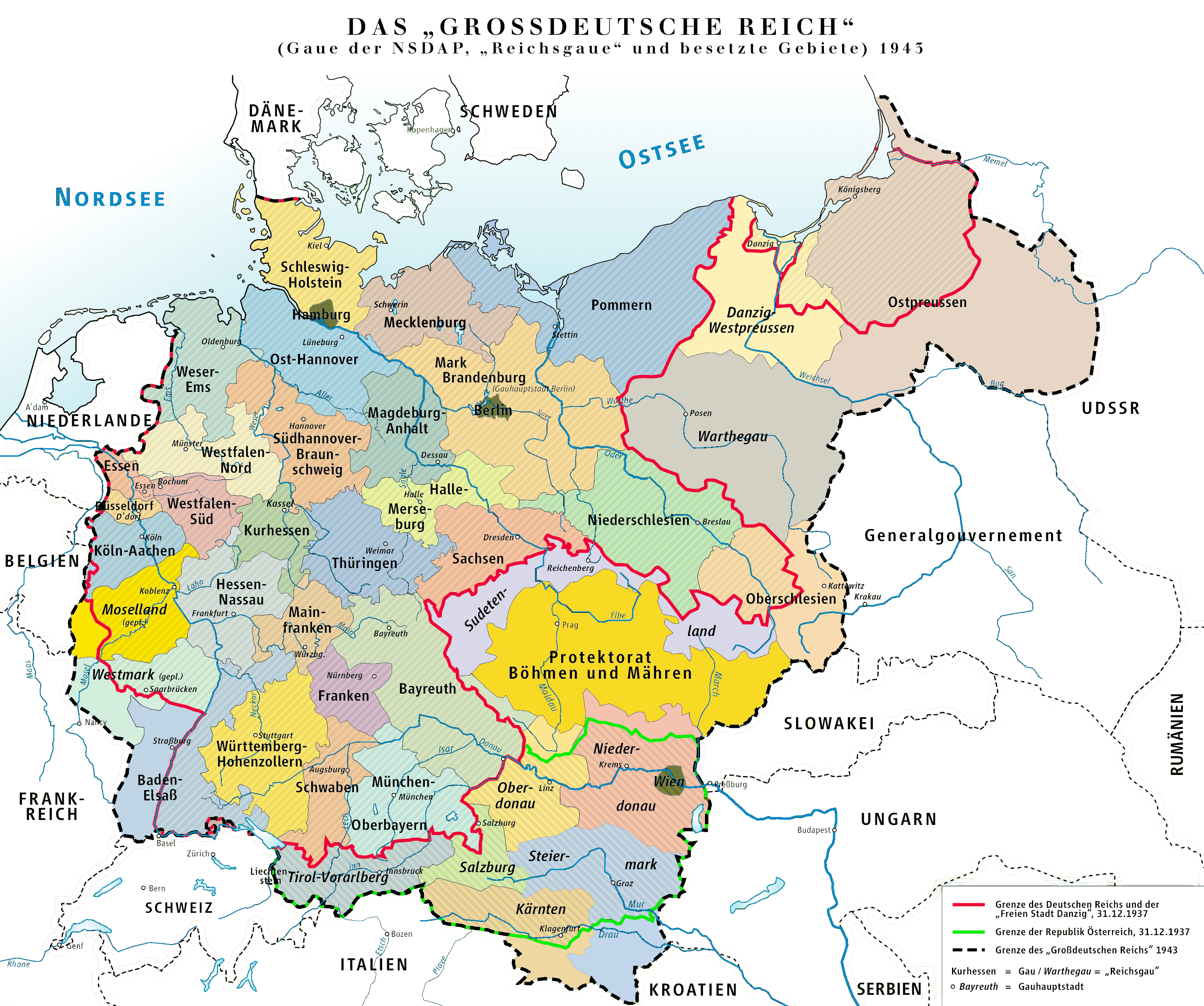
Гау и рейхсгау Германии в 1943 году

После прихода к власти национал-социалистов в 1933 году и началом политики гляйхшальтунга провинции фактически утратили своё значение, а власть обер-президента всё больше входила в конфликт с властью гауляйтеров партийных гау. При этом территория провинции Ганновер была поделена между гау Восточный Ганновер (округа Штаде и Люнебург), гау Южный Ганновер — Брауншвейг (округа Ганновер и Хильдесхайм) и гау Везер-Эмс (округа Аурих и Оснабрюк). Такая смешанная структура управления имела место до 1945 года и нередко приводила к трениям. С 1941 года и до конца войны функция обер-президента провинции Ганновер была полностью переложена на гауляйтера гау Южный Ганновер — Брауншвейг.
В 1944 году округа Аурих и Оснабрюк фактически были переданы под управление рейхсштатгальтера для земель Олденбург и Бремен, хотя формально они и сохранились в составе провинции Ганновер. При этом также имело место смешанная административная структура, при которой в зависимости от конкретной предметной области, управленческими вопросами занималось либо правительство в Олденбурге (рейхсштатгальтер), либо — в Ганновере (обер-президент провинции).

### Послевоенное развитие

Земля Ганновер в британской зоне оккупации, 1946 год

23 августа 1946 года на основной части территории бывшей провинции Ганновер, оказавшейся в британской оккупационной зоне, была самостоятельная провозглашена земля Ганновер, которая, однако, просуществовала всего несколько месяцев. Уже 1 ноября 1946 года была образована земля Нижняя Саксония, в которую вошли земли Ганновер, Ольденбург, Брауншвайг и Шаумбург-Липпе. Небольшая часть, оказавшаяся в советской зоне оккупации, сегодня входит в землю Тюрингия.

## География и экономика
Основная часть территории провинции была расположена на Северогерманской низменности. Некоторые части её относились к территории, покрытой отрогами и предгорьями Гарца, Тевтобургским Лесом и Вихенскими горами. В границах Ганновера были расположены речные системы Эльбы, Верры, Фульды, Везера, Элиса, а также несколько озёр, в том числе Дюммерзее, Штейнхудермеер и Зеебургерзее. Поля и сады занимали 32,6 % поверхности провинции, луга 10,4 %, пастбища 35,1 %, леса 15,8 %. В сельском хозяйстве доминировал посев ржи, пшеницы, овса, ячменя, стручковых плодов, гречихи, свекловицы, рапса, табака, хмеля, картофеля, клевера. В северной части Ганновера добывалось много торфа.
В южной части был развит горный промысел — добывался каменный уголь, железная, свинцовая и медная руды. Крупная обрабатывающая промышленность особенно была развита в южной части провинции и была представлена чугунолитейными заводами, вагонными и машинными фабриками, верфями для постройки судов, кирпичными, стеклянными, химическими, сахарными, пивоваренными и винокуренными заводами, табачными, сигарными, хлопчатобумажными и шерстяными фабриками. Развитию торговли способствовали хорошие пути сообщения. Из 39 гаваней провинции наиболее значительными являлись — Харбург, Геестемюнде, Норден, Эмден, Леер и Папенбург.
В Гёттингене располагался Университет Георга-Августа.

## Население

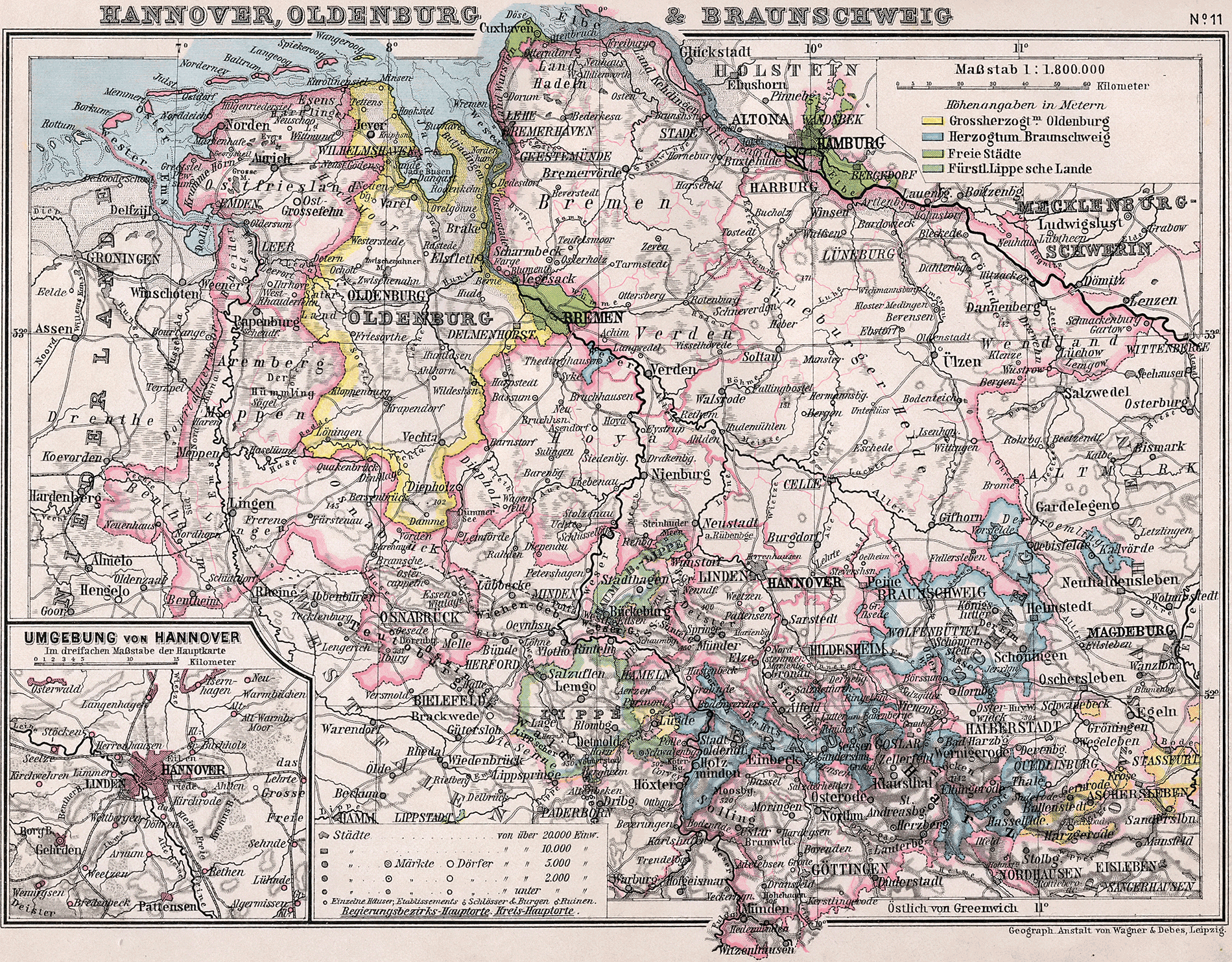
Карта провинции Ганновер, 1905 год

### Статистические данные
В 1881 году население провинции составляло 2.120.168 жителей, из них — 1.841.594 — протестанты, 258.806 — католики и 14.790 — евреи. В 1890 году количество жителей провинции составило около 2,278 миллиона человек.
Территория и население провинции Ганновер в 1900 году:
| Административный округ | Площадь, км² | Население, чел. | Количество районов | Количество районов |
| Административный округ | Площадь, км² | Население, чел. | сельских           | городских          |
| ---------------------- | ------------ | --------------- | ------------------ | ------------------ |
| Округ Ганновер         | 5.717,06     | 647.908         | 11                 | 2                  |
| Округ Хильдесхайм      | 5.351,70     | 526.758         | 15                 | 2                  |
| Округ Люнебург         | 11.343,86    | 472.598         | 13                 | 3                  |
| Округ Штаде            | 6.785,84     | 375.017         | 14                 | 0                  |
| Округ Оснабрюк         | 6.204,78     | 328.600         | 11                 | 1                  |
| Округ Аурих            | 3.107,80     | 240.028         | 6                  | 1                  |
| Всего по провинции     | 38.511,04    | 2.590.939       | 70                 | 9                  |

Территория и население провинции Ганновер в 1925 году:
| Административный округ | Площадь, км² | Население, чел. | Количество районов | Количество районов |
| Административный округ | Площадь, км² | Население, чел. | сельских           | городских          |
| ---------------------- | ------------ | --------------- | ------------------ | ------------------ |
| Округ Ганновер         | 5.784        | 823.006         | 11                 | 2                  |
| Округ Хильдесхайм      | 5.353        | 594.284         | 15                 | 3                  |
| Округ Люнебург         | 11.343       | 597.615         | 13                 | 3                  |
| Округ Штаде            | 6.788        | 456.007         | 14                 | 1                  |
| Округ Оснабрюк         | 6.204        | 429.190         | 10                 | 1                  |
| Округ Аурих            | 3.112        | 290.517         | 6                  | 2                  |
| Всего по провинции     | 38.584       | 3.190.619       | 69                 | 12                 |

Религиозный состав населения в 1925 году: 83,8 % — протестанты; 14,1 % — католики; 0,1 % — другие христианские конфессии; 0,5 % — евреи; 1,5 % — прочие конфессии.
Площадь и численность населения провинции и отдельных её административных округов по состоянию на 17 мая 1939 года в границах на 1 января 1941 года и количество районов на 1 января 1941 года:
| Административный округ | Площадь, км² | Население, чел. | Количество районов | Количество районов |
| Административный округ | Площадь, км² | Население, чел. | сельских           | городских          |
| ---------------------- | ------------ | --------------- | ------------------ | ------------------ |
| Округ Ганновер         | 6.242,60     | 967.627         | 8                  | 2                  |
| Округ Хильдесхайм      | 5.077,69     | 636.550         | 12                 | 3                  |
| Округ Люнебург         | 11.212,54    | 554.272         | 9                  | 2                  |
| Округ Штаде            | 6.784,59     | 506.037         | 7                  | 2                  |
| Округ Оснабрюк         | 6.204,74     | 515.883         | 8                  | 1                  |
| Округ Аурих            | 3.116,60     | 295.687         | 4                  | 1                  |
| Всего по провинции     | 38.638,76    | 3.476.056       | 48                 | 11                 |

### Городское и сельское население
Распределение населения по различным типам населённых пунктов в зависимости от их величины по общему количеству жителей, согласно данным переписи населения 1925 года и по состоянию на 17 мая 1939 года:
| Год  | Доля населения по категориям населённых пунктов по числу жителей | Доля населения по категориям населённых пунктов по числу жителей | Доля населения по категориям населённых пунктов по числу жителей |
| Год  | менее 2.000 жителей                                              | 2.000 — 100.000 жителей                                          | более 100.000 жителей                                            |
| ---- | ---------------------------------------------------------------- | ---------------------------------------------------------------- | ---------------------------------------------------------------- |
| 1925 | 52,0 %                                                           | 34,8 %                                                           | 13,2 %                                                           |
| 1939 | 46,6 %                                                           | 36,6 %                                                           | 16,8 %                                                           |

Крупнейшими городами провинции Ганновер являлись (по данным 1925 года):
- Ганновер (округ Ганновер) — 422.745 чел.
- Оснабрюк (округ Оснабрюк) — 89.079 чел.
- Харбург (округ Люнебург) — 73.212 чел.
- Везермюнде (округ Штаде) — 72.065 чел.
- Хильдесхайм (округ Хильдесхайм) — 58.522 чел.
- Гёттинген (округ Хильдесхайм) — 41.514 чел.

Город Харбург в 1938 году был выведен из состава провинции Ганновер (и даже вовсе из состава Пруссии) и стал частью «города-государства» (самостоятельной земли в составе Германии) Гамбург.

## Обер-президенты

Герб провинции Ганновер

Пост обер-президента введён в Пруссии согласно указу от 30 апреля 1815 года об улучшении организации провинциального управления (нем. Verordnung wegen verbesserter Einrichtung der Provinzial-Behörden).
| Годы      | Обер-президент                      | Партия  |
| --------- | ----------------------------------- | ------- |
| 1867—1873 | Отто цу Штольберг-Вернигероде       | СКП     |
| 1873—1873 | Карл Генрих фон Бёттихер            |         |
| 1873—1878 | Бото цу Эйленбург                   |         |
| 1878—1888 | Адольф Хилмар фон Ляйпцигер         |         |
| 1888—1897 | Рудольф фон Беннигсен               | НЛП     |
| 1898—1902 | Константин цу Штольберг-Вернигероде |         |
| 1902—1914 | Рихард фон Вентцель                 |         |
| 1914—1917 | Людвиг фон Миндхайм                 |         |
| 1917—1920 | Эрнст фон Рихтер                    | НЛП/ННП |
| 1920—1933 | Густав Носке                        | СДПГ    |
| 1933—1933 | Фридрих фон Велсен                  | НННП    |
| 1933—1941 | Викрот Лютце                        | НСДАП   |
| 1941—1945 | Хартман Лаутербахер                 | НСДАП   |
| 1945—1945 | Эберхард Хагеман                    |         |
| 1945—1946 | Хинрих Вильгельм Копф               | СДПГ    |